# Kid Williams
Kid Williams (5. december 1893 i København – 18. oktober 1963 i Baltimore), født John (eller Johnny) Gutenko i København var en dansk-amerikansk professionel bokser i bantamvægt. Kid Williams var sammen med Battling Nelson én af de største danske boksere fra starten af 1900-tallet.
John Gutenko emigrerede til USA som dreng, og slog sig ned i Baltimore. I en alder af 16 år debuterede han den 18. juli 1910 som professionel bokser under navnet Kid Williams mod Shep Farren som han slog ud i 5. omgang. Williams var en hårdtslående bokser, og opnåede hurtigt en stribe sejre, og inden et år efter sin debut havde Williams opnået 18 sejre (15 før tid) og 3 uafgjorte. Han blev herefter matchet mod den tidligere verdensmester i bantamvægt Kid Murphy, som Williams besejrede på point. I sin næste kamp, den 10. juli 1911, mod den ligeledes ubesejrede George ”KO” Chaney måtte Williams dog inkassere sit første nederlag, da han blev besejret på point efter 20 omgange. Chaney fik senere en VM-kamp. Efter nederlaget til Chaney flyttede Williams basen til New York, hvor han vandt en stribe sejre. 
Den 18. oktober 1912 fik Kid Williams som 18-årig en kamp mod verdensmesteren i bantamvægt Johnny Coulon i Madison Square Garden, New York. Johnny Coulon havde en imponerende rekordliste med kun 3 nederlag i 65 kampe. Han var aldrig blevet stoppet, og havde et væld af knockoutsejre på listen. I henhold til reglerne for kampen blev denne ikke afgjort på point, og der ville således ikke komme en afgørelse, hvis kampen gik tiden ud, hvorfor Williams' eneste mulighed for at vinde titlen ville være at stoppe Coulon. Det lykkedes ikke Williams at stoppe Coulon, og Coulon kunne således beholde verdensmesterskabet. Det var dog pressens opfattelse, at Coulon havde været den bedste bokser og dermed vinderen af kampen. 
Williams fortsatte karrieren efter det mislykkede VM-forsøg. Han boksede en række kampe, der som VM-kampen ikke fik en officiel afgørelse, men hvor pressen dog efterfølgende tildelte Williams sejren, herunder en kamp i Philadelphia mod fransk-canadieren Charles Ledoux, der udover sit europamesterskab i bantamvægt tillige var anerkendt som verdensmester af den daværende organisation IBU. Titlen var dog ikke på spil for Ledoux. Williams boksede herefter sin første kamp uden for USA’s østkyst, da han i Vernon, Californien besejrede Eddie Campi på point efter 20 omgange. Williams karriere gik fortsat strygende, og hans sejrsstime fortsatte.
Den 15. juli 1913 fik Williams endnu en chance for at møde Charles Ledoux, der dog kort forinden havde mistet sin IBU titel til netop Eddie Campi, som Williams havde besejret 5 måneder tidligere. Kid Williams slog Charles Ledoux ud, og selv om Ledoux formelt havde tabt sit verdensmesterskab, gjorde Williams nu krav på verdensmesterskabet i bantamvægt, da Williams jo også havde slået den mand, der havde taget titlen fra Ledoux. Forholdene i professionel boksning var den gang lige så kaotiske som i dag. Williams boksede herefter en række kampe, herunder kampe, der blev annonceret som VM-kampe, og vandt dem alle (eller fik tilkendt sejren i pressen, hvis ikke der var officielle afgørelser).
Den 31. januar 1914 fik Williams muligheden for en returmatch mod Eddie Campi, der fortsat havde IBU mesterskabet. Kampen blev afviklet i Los Angeles, hvor Williams vandt på knockout i 12. omgang, og han kunne nu med lidt bredere anerkendelse kalde sig verdensmester i bantamvægt. 
Johnny Coulon, som Williams forgæves havde forsøgt at vriste titlen fra i 1912, var dog fortsat generelt anerkendt som den rigtige verdensmester i bantamvægt, og Kid Williams blev nu atter matchet mod Coulon i en kamp over 20 omgange om det ubestridte verdensmesterskab i bantamvægt. Kampen blev afviklet i Vernon, Californien den 9. juni 1914. Williams havde lært mest af den første kamp, og havde denne gang ikke problemer med at stoppe Coulon i 3. omgang af kampen. Kid Williams blev således den 2. (næsten) danske verdensmester i boksning efter Battling Nelson.
Kid Williams forsvarede sit ubestridte verdensmesterskab 9 gange med succes, indtil han satte titlen på spil den 9. januar 1917 i Louisiana mod Pete Herman, som han tidligere havde mødt to gange og besejret ved en ”avis-afgørelse” og bokset uafgjort med. Williams tabte titlen på point efter 20 omgange. 
Efter tabet af verdensmesterskabet boksede Kid Williams et stort antal kampe, hvoraf de fleste blev vundet, men han fik aldrig en titelkamp igen. Han fortsatte karrieren til han var 35 år, og opnåede således en karriere, der spændte over 19 år. Han opnåede 209 kampe, og slog derved Dick Nelsons rekord for det højeste antal professionelle kampe nogen dansk født bokser har opnået.
Af de 209 kampe blev 155 vundet (56 før tid), kun 26 tabt (kun to før tid fraregnet diskvalifikationer) og 16 uafgjorte. En række af kampene sluttede uden officiel afgørelse, men "afgørelsen" blev fastsat af pressen efterfølgende.  
Kid Williams blev i 1970 inkluderet i Ring Magazines Hall of Fame og i 1996 i International Boxing Hall of Fame.

## Eksterne links
- Kid Williams' profesionelle rekordliste hos BoxRec (engelsk)
- Kid Williams' profesionelle rekordliste hos International Boxing Hall of Fame (engelsk)